# 송주순
송주순(宋柱淳, 일본어: 三井柱三郞미쓰이 추사부로, 1888년 7월 7일 ~ ?)은 일제강점기의 교육인 출신 지방행정 관료이다. 본관은 여산이다.

## 생애
출신지는 평안남도 평원군으로 1913년에 수원농림학교를 졸업하였다. 학교 졸업 직후 조선공립보통학교 훈도가 되어 성천군의 성천공립간이농업학교와 성천공립보통학교에 발령받으면서 교육계에 투신했다.
훈도 근무 중인 1916년에 판임관견습시험에 합격하고 이듬해부터 조선총독부 군서기로 일하면서 조선총독부 관리로 이직했다. 평안남도 중화군을 시작으로 평원군과 순천군에서 차례로 근무하였다.
1934년에 총독부 군수로 승진하여 강동군을 거쳐 고향인 평원군과 대동군 군수를 지냈다. 일본 정부로부터 여러 차례 훈장을 받아, 1942년을 기준으로 종6위 훈5등에 서위되어 있었다.
2008년 발표된 민족문제연구소의 친일인명사전 수록예정자 명단 중 관료 부문, 2009년 친일반민족행위진상규명위원회가 발표한 친일반민족행위 705인 명단에 포함되었다.

## 참고자료
- 송주순(宋柱淳) - 국사편찬위원회